# 不列颠东非公司

不列颠东非公司的旗帜。

不列颠东非公司（英語：Imperial British East Africa Company）是英国在东非的利益代表，同时也是英属东非，稍晚时期肯尼亚政府的前身。它是一个特殊的商业协会，主要目的是发展英国控制下的非洲殖民地。
1885年柏林条约签订后，不列颠东非公司被威廉·麦金农接管。与此同时，在英国政府的大力支持下，公司的殖民活动逐步在东非开展。蒙巴萨及其港口成为了公司的根据地，公司的行政办公室也就位于希莫尼以南约五十英里的地方，公司在1888年4月18日在伦敦正式注册成立，并于1888年8月6日获取维多利亚女王授予的皇家特许证。
不列颠东非公司支配着东非沿岸约246.800平方英里的区域，这些区域主要集中在东经39°至0°经线。从1890年开始，公司也支配管理着乌干达的事务。直到1895年7月1日，公司的支配权才被移交给英国外交部，翌年，乌干达的支配权也同样被移交出去。